# ザッパラス
株式会社ザッパラスは、携帯電話用の課金コンテンツの提供を主業としたコンテンツ事業会社。
またコンテンツ開発運営のノウハウを活かしたBtoC型のソリューション事業も営む。
コンテンツは凡そ占いに関するものであり、提携している占い師の数も1000人以上となっている。

## 沿革
- 2000年3月 - サイバービズ株式会社を設立。
- 2000年5月 - ファミリービズ株式会社より携帯電話向けコンテンツの企画制作・開発・運営に関する業務受託開始。
- 2000年12月 - ファミリービズ株式会社より携帯電話向けコンテンツの提供事業に関する営業上の権利を譲受。
- 2001年4月 - 株式会社ザッパラスに商号変更。
- 2005年5月27日 - 東京証券取引所マザーズへ上場。
- 2005年11月 - 株式会社ジープラスを子会社化。
- 2006年2月 - 株式会社アレス・アンド・マーキュリーを子会社化。
- 2008年4月 - 株式会社アレス・アンド・マーキュリーを持分法適用関連会社化。
- 2009年2月17日 - 東京証券取引所1部へ指定変更。
- 2011年11月 - 株式会社ビーバイイーを子会社化。
- 2012年1月1日 - 楽天より前略プロフィールを譲受[1]
- 2012年4月 - 株式会社ジープラスを清算結了。
- 2012年12月 - 株式会社アレス・アンド・マーキュリーを清算結了。
- 2012年12月 - 子会社Zappallas,Inc.を設立。
- 2013年12月 - 株式会社PINKを子会社化。
- 2015年5月 - 株式会社ビーバイイーの保有株式を全て売却。
- 2015年8月 - オンラインショッピングサイトの「藤巻百貨店」部門を分社し、子会社株式会社caramo設立。
- 2015年10月 - 株式会社caramoの全株式をトランス・コスモス株式会社に売却。
- 2016年11月 - NewSphereをSkyrocket株式会社へ譲渡。
- 2018年9月 - 会社分割により、株式会社 cocoloni（既存占いサービス事業に関する権利義務を承継）、株式会社ワナップス（占いプラットフォーム事業に関する権利義務を継承）を新設。
- 2020年12月 - 吉本興業ホールディングス株式会社と共同出資により、株式会社 Luck Out設立。
- 2021年３月 - 株式会社PINKの保有株式の全部を売却により、同社を連結子会社から除外
- 2022年４月 - 東京証券取引所の市場区分の見直しにより、東京証券取引所の市場第一部からスタンダード市場に 移行
- 2022年７月 - 本社を東京都渋谷区千駄ヶ谷三丁目51番７号へ移転
- 2023年４月 - 株式会社Luck Outの保有株式の全部を売却により、同社を連結子会社から除外

## 役員
- 代表取締役 - 溝上　雅俊
- 取締役 - 小林 真人
- 社外取締役（監査等委員）　市川 雅彦
- 社外取締役（監査等委員）　柴田 亮
- 社外取締役（監査等委員）　竹中 由重（弁護士）

## 提供番組

### テレビ

#### 現在
- 占いリアリティーショー「どこまで言っていいですか？」（2021年12月28日 - 、テレビ東京）[2]

## 関連会社
- Zappallas,Inc. - 米国におけるコンテンツ配信等
- 株式会社 cocoloni - ザッパラスグループの占いサービス事業運営の主体